# ريكيافيك 101
ريكيافيك 101 (بالآيسلندية: 101 Reykjavík)‏ هو فيلم من إنتاج عام 2000 مأخوذ عن رواية بنفس الاسم صدرت عام 1996 للكاتب الآيسلندي هالغريمر هيلغاسون. تدور أحداث كل منهما في العاصمة الآيسلندية ريكيافيك. الفيلم من إخراج بالتاسار كورماكور ومن بطولة فيكتوريا أبريل وهيلمير سناير غوذناسون. العنوان مأخوذ من الرمز البريدي للمدينة القديمة الواقعة وسط مدينة ريكيافيك. فاز الفيلم بتسعة جوائز سينمائية خاصة بأفلام الدرجة الثانية وحصل على عشرة ترشيحات أبرزها الفوز بجائزة "Discovery Film Award" في مهرجان تورونتو السينمائي الدولي.

## القصة
لا يزال هلينور، البالغ من العمر ثلاثين عاماً، يعيش مع والدته ويقضي أيامه يشرب ويشاهد الأفلام الإباحية ويتصفح شبكة الإنترنت بينما يعيش على شيكات إعانات البطالة الحكومية. أعجبت به فتاة، لكنه يرفض الالتزام بعلاقة جدية. وينتقل مدرس والدته الإسبانية لرقص فلامنكو، لولا، لتعيش معهم في فترة عيد الميلاد. وفي ليلة رأس السنة الجديدة، حينما كانت والدته في سفر، يكتشف هلينور أن لولا مثلية الجنس، ولكن ينتهي بهما الأمر إلى ممارسة الجنس معها. سرعان ما اكتشف أنه ووالدته يتشاركان أكثر من منزل. في نهاية المطاف يجدر عليه معرفة موقعه في الحياة، وكيف يعيش حياة أقل أنانية.

## الممثلون والشخصيات
- فيكتوريا أبريل في دور لولا
- هيلمير سناير غوذناسون في دور هلينور
- هانا ماريا كارلسدوتير في دور بيرجلند
- فيلروذور فيلهيامسدوتير في دور هوفي

## الجوائز والترشيحات
حاز الفيلم ورُشِحَ للعديد من الجوائز في عدة مهرجانات دولية. كان أبرزها الفوز بجائزة "Discovery Film Award" في مهرجان تورونتو السينمائي الدولي. والترشح لجائزة «اكتشاف السنة» في جوائز الأفلام الأوروبية في دورة عام 2000.

## وصلات خارجية
- ريكيافيك 101 على موقع IMDb (الإنجليزية)
- ريكيافيك 101 على موقع ميتاكريتيك (الإنجليزية)
- ريكيافيك 101 على موقع روتن توميتوز (الإنجليزية)
- ريكيافيك 101 على موقع نتفليكس (الإنجليزية)
- ريكيافيك 101 على موقع ألو سيني (الفرنسية)
- ريكيافيك 101 على موقع Turner Classic Movies (الإنجليزية)
- ريكيافيك 101 على موقع أول موفي (الإنجليزية)
- ريكيافيك 101 على موقع بوكس أوفيس موجو (الإنجليزية)
- ريكيافيك 101 على موقع فيلمافينيتي (الإسبانية)
- ريكيافيك 101 على موقع قاعدة بيانات الأفلام السويدية (السويدية)